# Yuri Danilov
Yuri Nikiforovich Danilov (en ruso: Юрий Никифорович Данилов; 13 de agosto de 1866 - 3 de febrero de 1937) sirvió como General de Infantería en el Ejército Imperial Ruso durante la I Guerra Mundial.
Entre 1907 y 1914, Danilov estuvo al cargo de la Sección de Inteligencia del Estado Mayor del Ejército Imperial Ruso.
Al inicio de la I Guerra Mundial Danilov fue seleccionado como Intendente general del Ejército Imperial Ruso. Fue conocido como 'Danilov el Negro'.
Era el tercero al mando, por detrás del Gran Duque Nicolás Nikolaevich y su jefe de Estado Mayor Nikolai Yanushkevich.
Con la decisión del zar de asumir el mando personal del ejército en el frente en agosto de 1915, tanto el Gran Duque como Danilov perdieron sus puestos. Seleccionado para el Frente del Norte, Danilov sirvió como comandante del 25º cuerpo (1915-1916), como jefe de Estado Mayor del frente del norte (1916-1917), y comandante del 5º Ejército (9 de abril de 1917 - 9 de septiembre de 1917).
Tras la Revolución de Octubre de 1917, emigró a París, Francia, donde permaneció hasta su muerte el 3 de febrero de 1937.

## Obras
- Россия в мировой войне 1914-1915 гг. — Берлин, 1924.
  - German translation: Russland im Weltkriege, 1914-1915. Jena. 1925.
  - French translation: La Russie dans la guerre mondiale (1914-1917). Traduction française d'Alexandre Kaznakov. Payot. 1927
- The Red Army. Foreign Affairs, Vol. 7, No. 1 (Oct., 1928), pp. 96–109.